# 国道171号

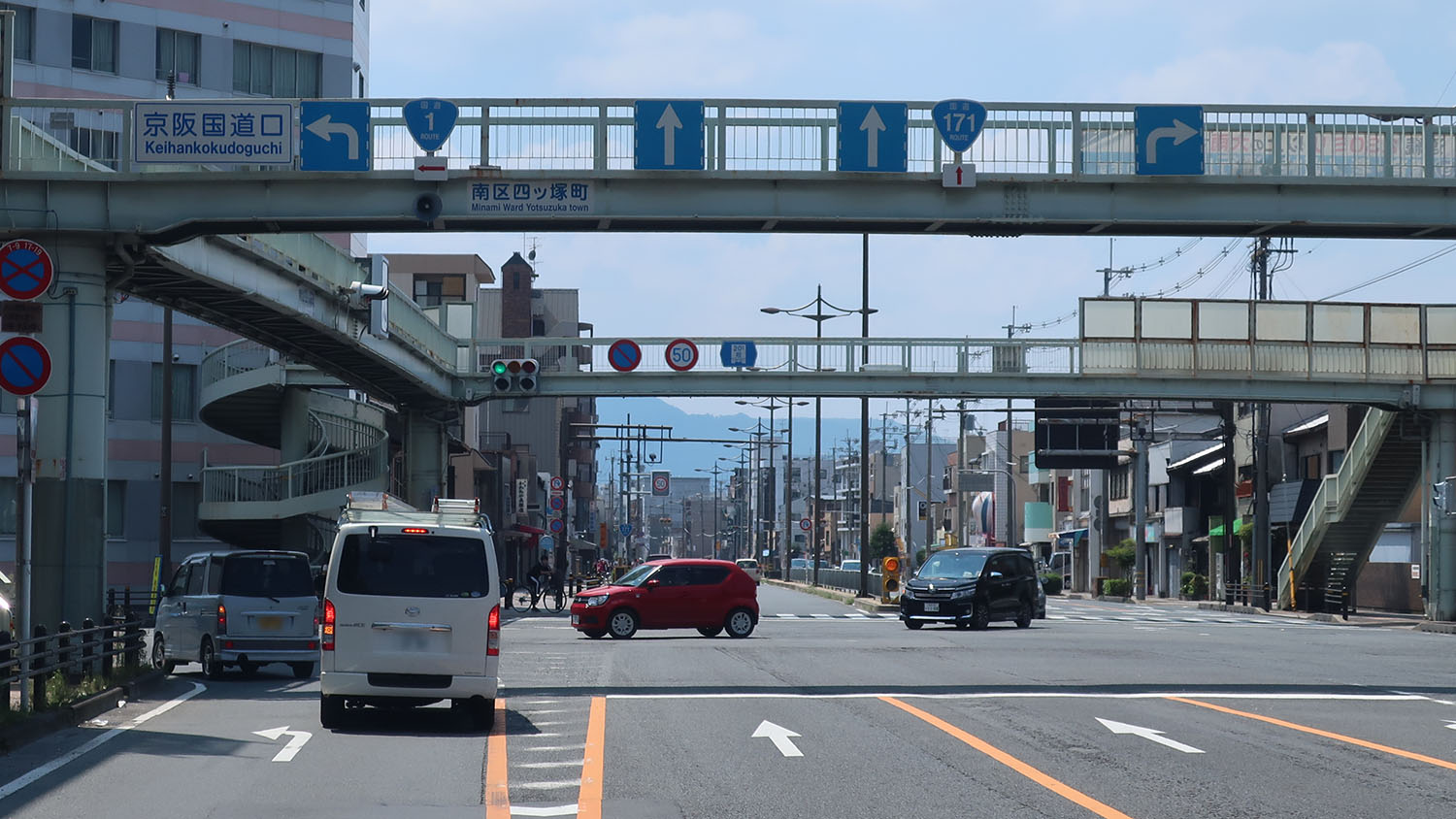
国道171号 起点
京都府京都市南区
京阪国道口交差点

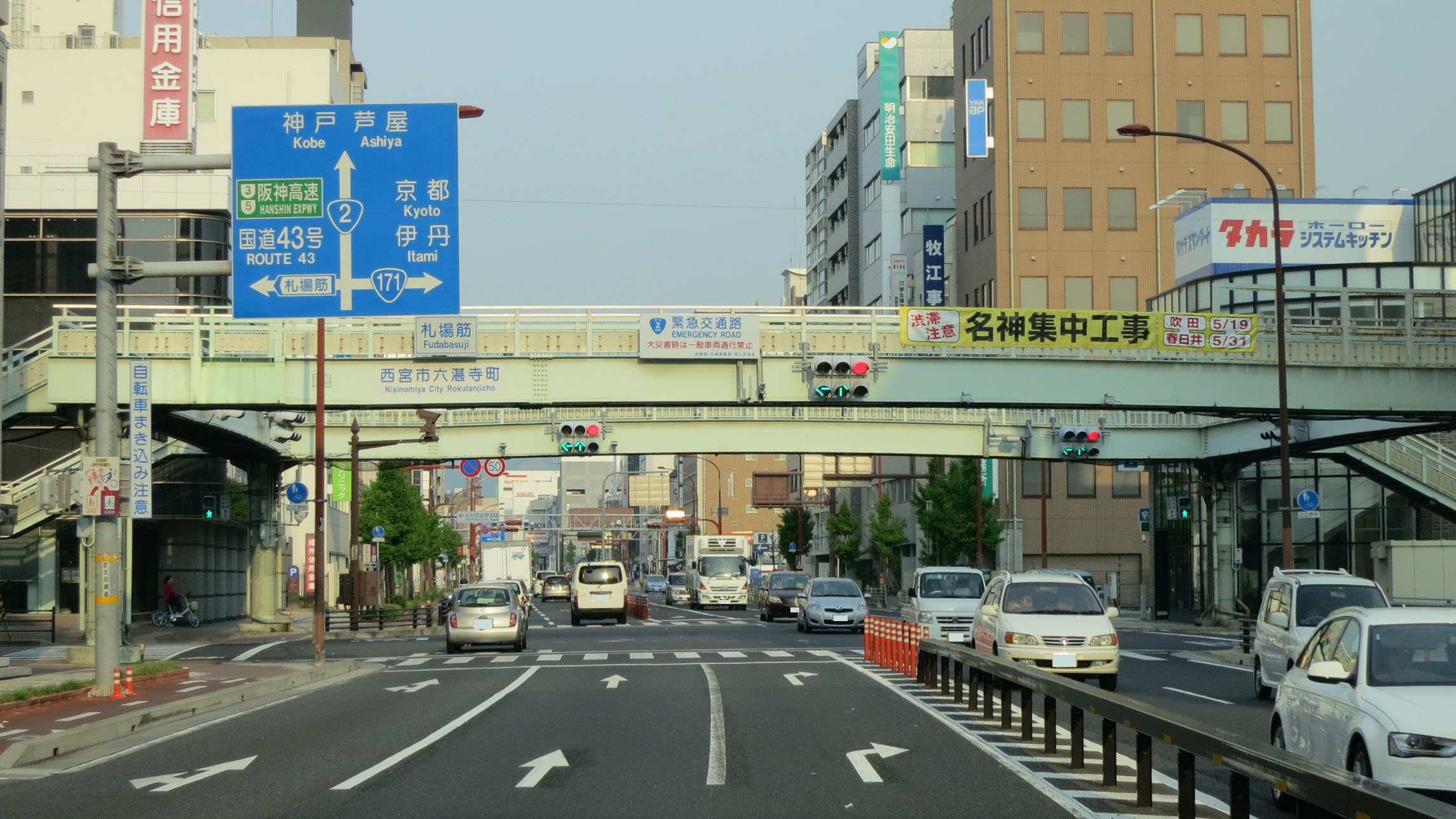
国道2号（重複区間）との分岐
兵庫県西宮市 札場筋（ふだばすじ）交差点

国道171号（こくどう171ごう）は、京都府京都市南区から兵庫県西宮市を経由して、神戸市中央区に至る一般国道である。

## 概要
大阪府高槻市、茨木市、箕面市などを経由し、阪大坂下をはじめ大阪府池田市の複数箇所で国道176号と交差し、猪名川を渡って兵庫県伊丹市へ至り、西宮市を経て神戸市へ至る。しかしながら兵庫県西宮市から終点・神戸市までは国道2号との重複区間である。全線が国土交通省管理の指定区間である。京阪神地域では、「西国街道」、「イナイチ」と通称されている。
高槻市（八丁畷交差点：国道170号との交点）から池田市（新開橋交差点）に至る北摂地域の区間は国道170号とともに大阪外環状線を構成する。ただし、1980年（昭和55年）頃までは国道171号の該当区間にも「大阪外環状線」の名称板が表示されていたが、交通情報などではもっぱら国道170号新線（バイパス）を「大阪外環状線」と称しており、国道171号を「大阪外環状線」と表示するのはごく一部の地図のみとなっている。なお、池田市内には新道（池田バイパス）と旧道の2本がある。

### 路線データ
一般国道の路線を指定する政令に基づく起終点および重要な経過地は次のとおり。
- 起点：京都市（南区、京阪国道口交差点 = 国道1号交点、京都府道・大阪府道13号京都守口線起点、大阪府道・京都府道14号大阪高槻京都線・京都府道114号七条大宮四ツ塚線・京都府道143号四ノ宮四ツ塚線終点）
- 終点：神戸市（中央区、三宮東交差点 = 国道2号上、兵庫県道21号神戸明石線起点）
- 重要な経過地：向日市、長岡京市、乙訓郡大山崎町、高槻市、茨木市、箕面市、池田市、伊丹市、尼崎市、西宮市（河原町）、芦屋市（清水町）
- 総延長 : 67.2 km（京都府 7.7 km、京都市 5.4 km、大阪府 28.2 km、兵庫県 15.8 km、神戸市 10.0 km）重用延長を含む。[2][注釈 3]
- 重用延長 : 14.2 km（京都府 - km、大阪府 - km、兵庫県 4.2 km、神戸市 10.0 km）[2][注釈 3]
- 未供用延長 : なし[2][注釈 3]
- 実延長 : 52.9 km（京都府 7.7 km、京都市 5.4 km、大阪府 28.2 km、兵庫県 11.6 km、神戸市 - km）[2][注釈 3]
  - 現道 : 52.9 km（京都府 7.7 km、京都市 5.4 km、大阪府 28.2 km、兵庫県 11.6 km、神戸市 - km）[2][注釈 3]
  - 旧道 : なし[2][注釈 3]
  - 新道 : なし[2][注釈 3]
- 指定区間：京都市南区四ツ塚町75番1 - 神戸市中央区小野柄通七丁目305番（全線）[3]

## 歴史
京都と神戸を結ぶ道は古代の山陽道にまでさかのぼり、近世以降は西国街道と呼ばれた。どちらも、京都から大阪を経由せずに直接神戸に向かっていた。明治18年内務省告示第6号「國道表」で指定された国道3号「東京より神戸港に達する路線」（現在の国道1号・2号相当）も、西国街道のルートをそのまま引き継いでいた。大正9年施行の旧道路法に基づく路線認定で、国道2号「東京市より鹿児島県庁所在地に達する路線（甲）」は大阪を経由するようになり、京都から直接神戸に向かうルートはいったん国道から外された。

### 年表
- 1953年（昭和28年）5月18日 - 二級国道171号京都神戸線（京都市 - 神戸市）として指定施行[4]。
- 1965年（昭和40年）4月1日 - 道路法改正により一級・二級区分が廃止されて一般国道171号として指定施行[1]。同時に全線が建設省（現在の国土交通省）管理の指定区間となった[要出典]。
- 1995年（平成7年）1月17日 - 兵庫県南部地震（阪神・淡路大震災）により西宮市の門戸陸橋（阪急今津線をオーバークロス）が落橋した。

## 路線状況

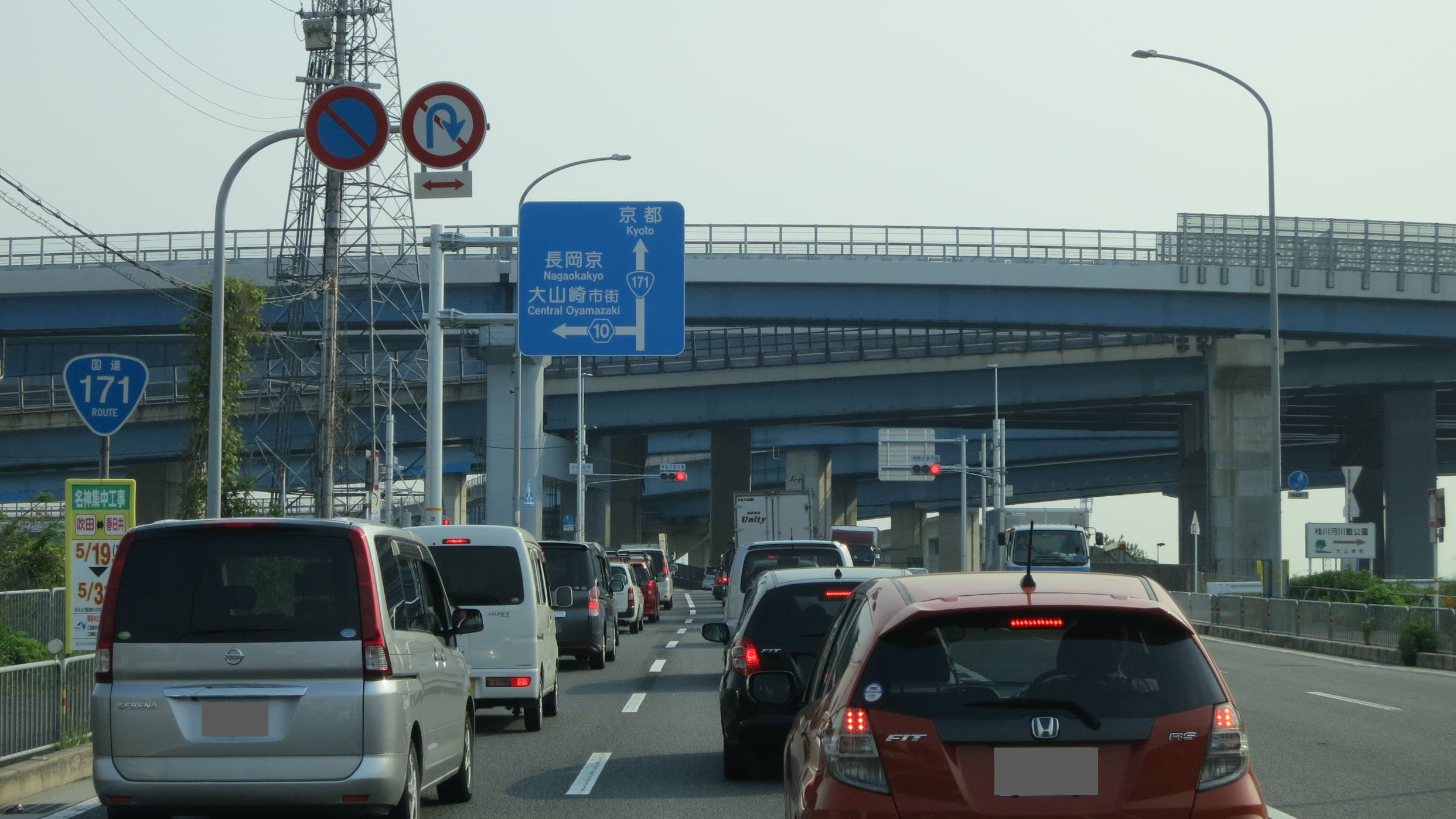
大山崎JCT付近　画像上部がJCT
京都府乙訓郡大山崎町

茨木市畑田から東は、もともとは昭和初期に大阪府道・京都府道14号大阪高槻京都線と指定されていた区間である。それより西の区間は、おおむね昭和40年代以降に整備されており、工事・供用時期は名神高速道路のほうが古い。また、東の区間も名神高速道路の建設時に並行して再整備され、これらの区間は名神高速道路を縫うようにジグザグに通っている。
国道指定された当時は整備されている部類の路線であったが、茨木市畑田 - 高槻市井尻の区間は交通量の割に走行レーンが狭く、右折用のポケットが設けられていない交差点やセパレート信号がない交差点も多い。ただ、最近では高槻市の大畑町交差点、富田丘町西交差点などで右折用のポケットが整備されたほか、茨木市の西河原西交差点では立体交差事業が完成しており、以前より状況は改善されている。
一方で箕面市から伊丹市にかけての区間は立体交差の区間や立体交差化された交差点も多い。京都府内の区間も整備度がよいが、随所で速度違反の取り締まりが実施されている。大山崎JCTからアクセスできる京滋バイパス・国道478号・洛南連絡道路・油小路通・第二京阪道路・阪神高速8号京都線の供用開始以後は国道1号や国道24号などとの連絡がよくなり、各路線に交通が分散されて京都市南区での慢性的な渋滞は緩和された。
大阪府内でも対策として大阪府道・京都府道14号大阪高槻京都線バイパス（十三高槻線）の整備が進んでいる。

### 通称
- 大阪外環状線

池田市新開橋交差点 - 高槻市八丁畷交差点。（八丁畷より先は国道170号で東大阪・泉佐野方面）
- 西国街道（新西国街道）

西国街道を継承する道路であることから。
- イナイチ

171号より。
- 京神国道 （池田市内の旧道は除く）

京都市内の区間では以下の名称で呼ばれる部分がある。
- - 九条通
  - 葛野大路通
  - 久世橋通

### バイパス

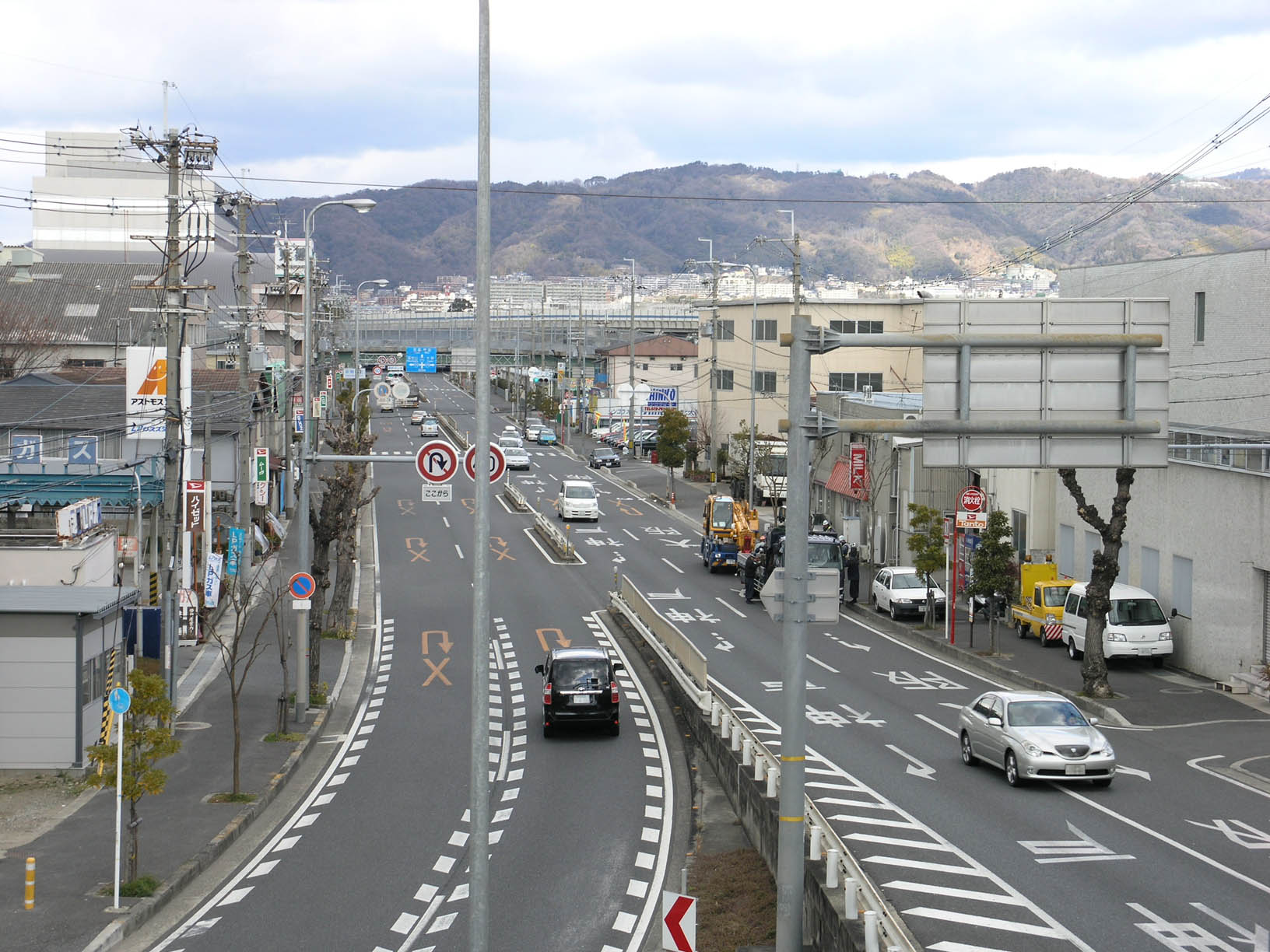
国道171号池田バイパス（池田市・新開橋交差点の北）

池田バイパス
池田（いけだ）バイパスは、箕面市瀬川3丁目から池田市豊島南2丁目に至るバイパス道路である。高度経済成長による自動車交通の増加に対応するため、また1970年（昭和45年）に開催される大阪万博のアクセス道路のひとつとして、1960年代後半に「都市計画道路京都神戸線」の一部区間として事業化され、1970年（昭和45年）3月に完成、供用開始された。
国道176号との交点である石橋阪大下交差点や阪急宝塚線石橋阪大前駅周辺を迂回しており、旧道は豊島南1丁目交差点から新開橋交差点の区間が国道指定が解除され、池田市に移管され、池田市道豊島南住吉線となった。残りの区間は長らくの間、国道のままだったが、2019年（平成31年）4月1日より瀬川3丁目交差点から石橋阪大下交差点の区間が国道423号単独に、石橋阪大下交差点から豊島南1丁目交差点の区間が大阪府に移管され、大阪府道10号・兵庫県道100号大阪池田線となった。

### 重複区間
- 国道423号（大阪府箕面市萱野2丁目・萱野交差点 - 箕面市瀬川3丁目・箕面市瀬川交差点）
- 国道2号（兵庫県西宮市和上町・札場筋（ふだばすじ）交差点 - 神戸市中央区・三宮東交差点（終点））

### 道路施設

#### 橋梁
- 京都府
- 九条橋（西高瀬川、京都市南区）
  - 久世橋（下り線：桂川、京都市南区）
  - 新久世橋（上り線：桂川、京都市南区）
  - 小畑橋（小畑川、乙訓郡大山崎町）
  - 新山崎橋（小泉川、乙訓郡大山崎町）
- 大阪府
  - 新檜尾橋（檜尾川、高槻市）
  - 高槻橋（芥川、高槻市）
  - 三島橋（安威川、茨木市）
  - 新豊川橋（勝尾寺川、茨木市）
- 兵庫県
  - 軍行橋（猪名川、伊丹市）
  - 甲武橋（武庫川、尼崎市 - 西宮市）
  - 門戸陸橋（阪急今津線・兵庫県道337号生瀬門戸荘線、西宮市）
  - 御手洗川橋（東川、西宮市）
  - 夙川橋（夙川、西宮市、国道2号重複区間内）
  - 業平橋（芦屋川、芦屋市、国道2号重複区間内）
  - 天上川橋（天上川、神戸市東灘区、国道2号重複区間内）
  - 住吉橋（住吉川、神戸市東灘区、国道2号重複区間内）
  - 西灘橋（都賀川、神戸市灘区、国道2号重複区間内）
  - 新生田川橋（生田川、神戸市中央区、国道2号重複区間内）

### 交通量
2005年度（平成17年度道路交通センサスより）
平日24時間交通量（台）
| 地点                               | 台数   |
| ---------------------------------- | ------ |
| 京都府京都市南区久世中久世町3丁目  | 50,225 |
| 京都府乙訓郡大山崎町字下植野       | 43,003 |
| 京都府乙訓郡大山崎町大山崎字茶屋前 | 43,862 |
| 大阪府高槻市幸町                   | 38,866 |
| 兵庫県伊丹市千僧3丁目              | 48,429 |

### 通過する路線バス
- 京都市交通局
- 京阪バス
- 京都京阪バス
- 高槻市交通部
- 阪急バス - 沿道に大山崎営業所、茨木営業所、石橋営業所が存在する。
- 伊丹市交通局 - 沿道近くに広畑営業所が存在する。
- 阪神バス（旧・尼崎市交通局） - 沿道近くに武庫営業所が存在する。
- 神戸市バス - 神戸市内の国道2号との重複区間。
- みなと観光バス - 国道2号との重複区間。

## 地理

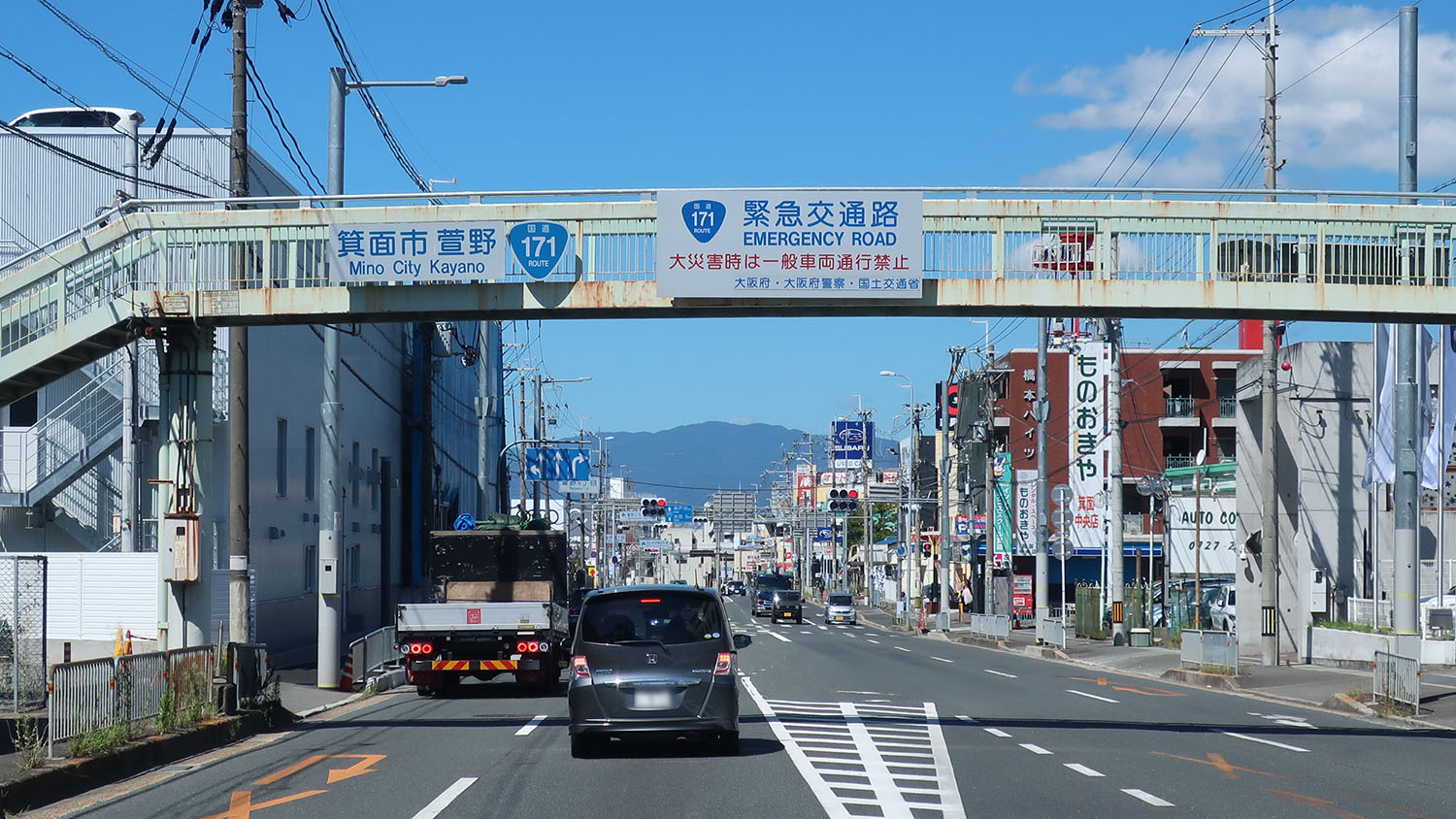
大阪府箕面市萱野2丁目
（2019年8月）

### 通過する自治体
- 京都府
  - 京都市（南区） - 向日市 - 京都市（伏見区） - 長岡京市 - 乙訓郡大山崎町
- 大阪府
  - 三島郡島本町 - 高槻市 - 茨木市 - 箕面市 - 豊中市 - 池田市
- 兵庫県
  - 伊丹市 - 尼崎市 - 西宮市 - 芦屋市 - 神戸市（東灘区 - 灘区 - 中央区）

### 交差する道路
| 交差する道路 | 都道府県名 | 市町村名 | 市町村名 | 交差する場所             | 交差する場所                   |
| --- | ---------- | -------- | -------- | ------------------------ | ------------------------------ |
| 国道1号 / 九条通 京都府道・大阪府道13号京都守口線 大阪府道・京都府道14号大阪高槻京都線 重複区間起点 京都府道114号七条大宮四ツ塚線 京都府道143号四ノ宮四ツ塚線 | 京都府     | 京都市   | 南区     | 四ツ塚町                 | 京阪国道口交差点 / 起点        |
| 京都市道181号京都環状線 / 西大路通 | 京都府     | 京都市   | 南区     | 吉祥院九条町             | 西大路九条町交差点             |
| 京都市道184号宇多野吉祥院線 / 天神川通 | 京都府     | 京都市   | 南区     | 吉祥院池ノ内町           | 葛野大路九条交差点             |
| 京都府道201号中山稲荷線 重複区間起点 | 京都府     | 京都市   | 南区     | 吉祥院西ノ開町           |                                |
| 京都府道801号京都八幡木津自転車道線 | 京都府     | 京都市   | 南区     | 吉祥院石原橋裏           |                                |
| 京都府道123号水垂上桂線 | 京都府     | 京都市   | 南区     | 久世川原町               | 久世橋西詰交差点               |
| 京都府道201号中山稲荷終線 重複区間点 | 京都府     | 京都市   | 南区     | 久世川原町               |                                |
| 京都府道207号上久世石見上里線 重複区間起点 | 京都府     | 京都市   | 南区     | 久世中久世町3丁目        | 中久世交差点                   |
| 京都府道207号上久世石見上里線 重複区間終点 京都府道207号上久世石見上里線 / バイパス                                                                           | 京都府     | 京都市   | 南区     | 久世殿城町               | 久世殿城交差点                 |
| 京都府道202号伏見向日線 | 京都府     | 京都市   | 南区     | 久世東土川町             | 東土川交差点                   |
| 京都府道203号志水西向日停車場線 | 京都府     | 京都市   | 南区     | 羽束師菱川町             | 菱川・上植野交差点             |
| 京都府道203号志水西向日停車場線 | 京都府     | 向日市   | 向日市   | 上植野町                 | 菱川・上植野交差点             |
| 京都府道・大阪府道79号伏見柳谷高槻線 | 京都府     | 長岡京市 | 長岡京市 | 馬場                     | 馬場交差点                     |
| 京都府道213号長岡京停車場線 | 京都府     | 長岡京市 | 長岡京市 | 神足（こうたり）         | 大張交差点                     |
| 京都府道204号奥海印寺納所線 | 京都府     | 長岡京市 | 長岡京市 | 勝竜寺                   | 勝竜寺交差点                   |
| 京都府道211号下植野長岡京線 | 京都府     | 乙訓郡   | 大山崎町 | 字下植野                 | 北枚方交差点                   |
| 国道478号 京都府道212号下植野大山崎線 | 京都府     | 乙訓郡   | 大山崎町 | 字下植野                 | 国道五条本交差点               |
| E1 名神高速道路 | 京都府     | 乙訓郡   | 大山崎町 | 字円明寺                 | 大山崎IC交差点 33-3 大山崎IC   |
| 大阪府道・京都府道14号大阪高槻京都線 / 十三高槻線 | 大阪府     | 高槻市   | 高槻市   | 井尻1丁目                | 五領小学校前交差点             |
| 京都府道・大阪府道79号伏見柳谷高槻線 / 高槻東道路 | 大阪府     | 高槻市   | 高槻市   | 梶原6丁目                | 梶原6丁目交差点                |
| 大阪府道125号安満前島線 | 大阪府     | 高槻市   | 高槻市   | 萩之庄4丁目              |                                |
| 国道170号 大阪府道・京都府道6号枚方亀岡線 重複区間起点 京都府道・大阪府道79号伏見柳谷高槻線                                                                   | 大阪府     | 高槻市   | 高槻市   | 京口町                   | 八丁畷交差点                   |
| 大阪府道16号大阪高槻線 | 大阪府     | 高槻市   | 高槻市   | 城北町                   | 高槻市役所前交差点             |
| 大阪府道・京都府道6号枚方亀岡線 重複区間終点 | 大阪府     | 高槻市   | 高槻市   | 今城町                   | 今城町交差点                   |
| 大阪府道115号萩谷西五百住線 大阪府道127号摂津富田停車場線 | 大阪府     | 高槻市   | 高槻市   | 大畑町                   | 大畑町交差点                   |
| 大阪府道126号総持寺停車場線 | 大阪府     | 茨木市   | 茨木市   | 西河原2丁目              | 西河原交差点                   |
| 大阪府道15号八尾茨木線 大阪府道・京都府道46号茨木亀岡線 | 大阪府     | 茨木市   | 茨木市   | 西河原北町               | 西河原西交差点                 |
| 大阪府道・京都府道14号大阪高槻京都線 | 大阪府     | 茨木市   | 茨木市   | 畑田町                   | 畑田交差点                     |
| E1 名神高速道路 | 大阪府     | 茨木市   | 茨木市   | 上穂積4丁目              | 34 茨木IC                      |
| 大阪府道110号余野茨木線 | 大阪府     | 茨木市   | 茨木市   | 上郡2丁目                | 中河原交差点                   |
| 大阪府道4号茨木能勢線 | 大阪府     | 茨木市   | 茨木市   | 豊川1丁目                | 豊川1丁目交差点                |
| 大阪府道1号茨木摂津線 | 大阪府     | 茨木市   | 茨木市   | 清水1丁目                | 清水交差点                     |
| 大阪府道120号山田上小野原線 | 大阪府     | 箕面市   | 箕面市   | 小野原西1丁目            | 小野原交差点                   |
| 大阪府道119号箕面摂津線 大阪府道121号吹田箕面線 | 大阪府     | 箕面市   | 箕面市   | 今宮3丁目                | 今宮交差点                     |
| 国道423号 重複区間起点 | 大阪府     | 箕面市   | 箕面市   | 萱野2丁目                | 萱野交差点                     |
| 大阪府道・京都府道43号豊中亀岡線 | 大阪府     | 箕面市   | 箕面市   | 牧落3丁目                | 牧落交差点                     |
| 国道423号 重複区間終点 | 大阪府     | 箕面市   | 箕面市   | 瀬川3丁目                | 箕面市瀬川交差点               |
| 国道176号 | 大阪府     | 池田市   | 池田市   | 井口堂1丁目              | 井口堂交差点                   |
| 兵庫県道・大阪府道113号伊丹池田線 | 大阪府     | 池田市   | 池田市   | 八王寺2丁目              | 夫婦池交差点                   |
| 国道176号 / 池田バイパス | 大阪府     | 池田市   | 池田市   | 豊島北1丁目              | 豊島北1丁目交差点              |
| 国道176号 / 池田バイパス | 大阪府     | 池田市   | 池田市   | 豊島北1丁目              | 豊島北1丁目北交差点            |
| E2A 中国自動車道 | 大阪府     | 池田市   | 池田市   | 豊島北1丁目              | 2 中国池田IC                   |
| 大阪府道2号大阪中央環状線 | 大阪府     | 池田市   | 池田市   | 豊島南2丁目              |                                |
| 兵庫県道・大阪府道113号伊丹池田線 | 兵庫県     | 伊丹市   | 伊丹市   | 下河原1丁目              | 軍行橋東詰交差点               |
| 兵庫県道13号尼崎池田線 | 兵庫県     | 伊丹市   | 伊丹市   | 北伊丹7丁目              | 北村交差点                     |
| 兵庫県道332号山本伊丹線 重複区間起点 | 兵庫県     | 伊丹市   | 伊丹市   | 緑ケ丘1丁目              | 緑ケ丘小前交差点               |
| 兵庫県道331号姥ヶ茶屋伊丹線 兵庫県道332号山本伊丹線 重複区間終点                                                                                              | 兵庫県     | 伊丹市   | 伊丹市   | 大鹿7丁目                | 大鹿交差点                     |
| 兵庫県道142号米谷昆陽尼崎線 | 兵庫県     | 伊丹市   | 伊丹市   | 昆陽北1丁目              | 昆陽交差点                     |
| 兵庫県道334号寺本伊丹線 | 兵庫県     | 伊丹市   | 伊丹市   | 寺本4丁目                | 寺本4丁目交差点                |
| 兵庫県道333号寺本川西線 | 兵庫県     | 伊丹市   | 伊丹市   | 寺本1丁目                | 伊丹市寺本交差点               |
| 兵庫県道42号尼崎宝塚線 | 兵庫県     | 伊丹市   | 伊丹市   | 寺本3丁目                | 昆陽里交差点                   |
| 兵庫県道114号西宮宝塚線 | 兵庫県     | 西宮市   | 西宮市   | 樋ノ口町1丁目            | [ 注釈 5 ]                     |
| 兵庫県道337号生瀬門戸荘線 | 兵庫県     | 西宮市   | 西宮市   | 門戸荘                   |                                |
| 山手幹線 | 兵庫県     | 西宮市   | 西宮市   | 城ケ堀町                 | 城ケ堀北交差点                 |
| 国道2号 重複区間起点 | 兵庫県     | 西宮市   | 西宮市   | 和上町                   | 札場筋（ふだばすじ）交差点     |
| 兵庫県道193号西宮港線 | 兵庫県     | 西宮市   | 西宮市   | 産所町                   | 産所町交差点                   |
| 兵庫県道82号大沢西宮線 | 兵庫県     | 西宮市   | 西宮市   | 神楽町                   | 神楽町交差点                   |
| 兵庫県道45号芦屋停車場線 | 兵庫県     | 芦屋市   | 芦屋市   | 上宮川町                 | 上宮川交差点                   |
| 兵庫県道344号奥山精道線 | 兵庫県     | 芦屋市   | 芦屋市   | 業平町（なりひらちょう） | 業平橋東詰交差点               |
| 兵庫県道345号本山本庄線 | 兵庫県     | 神戸市   | 東灘区   | 本山中町4丁目            | 本山中町4丁目南交差点          |
| 兵庫県道95号灘三田線 | 兵庫県     | 神戸市   | 灘区     | 徳井町4丁目              | 徳井交差点                     |
| 兵庫県道198号東灘停車場線 | 兵庫県     | 神戸市   | 灘区     | 灘南通3丁目              | 船寺交差点                     |
| 国道43号 兵庫県道491号摩耶埠頭線 | 兵庫県     | 神戸市   | 灘区     | 味泥町                   | 岩屋交差点                     |
| 阪神高速3号神戸線 | 兵庫県     | 神戸市   | 中央区   | 北本町通6丁目            | 生田川交差点 3-16 生田川出入口 |
| 国道2号 重複区間終点 兵庫県道21号神戸明石線 | 兵庫県     | 神戸市   | 中央区   | 小野柄通7丁目            | 三宮東交差点 / 終点            |

### 交差する鉄道
- 東海道新幹線
- 阪急京都本線
- 東海道本線
- 北大阪急行電鉄南北線
- 阪急箕面線
- 阪急宝塚本線
- 福知山線
- 山陽新幹線
- 阪急今津線
- 阪急神戸本線
- 神戸新交通六甲アイランド線
- 阪神本線

## ギャラリー

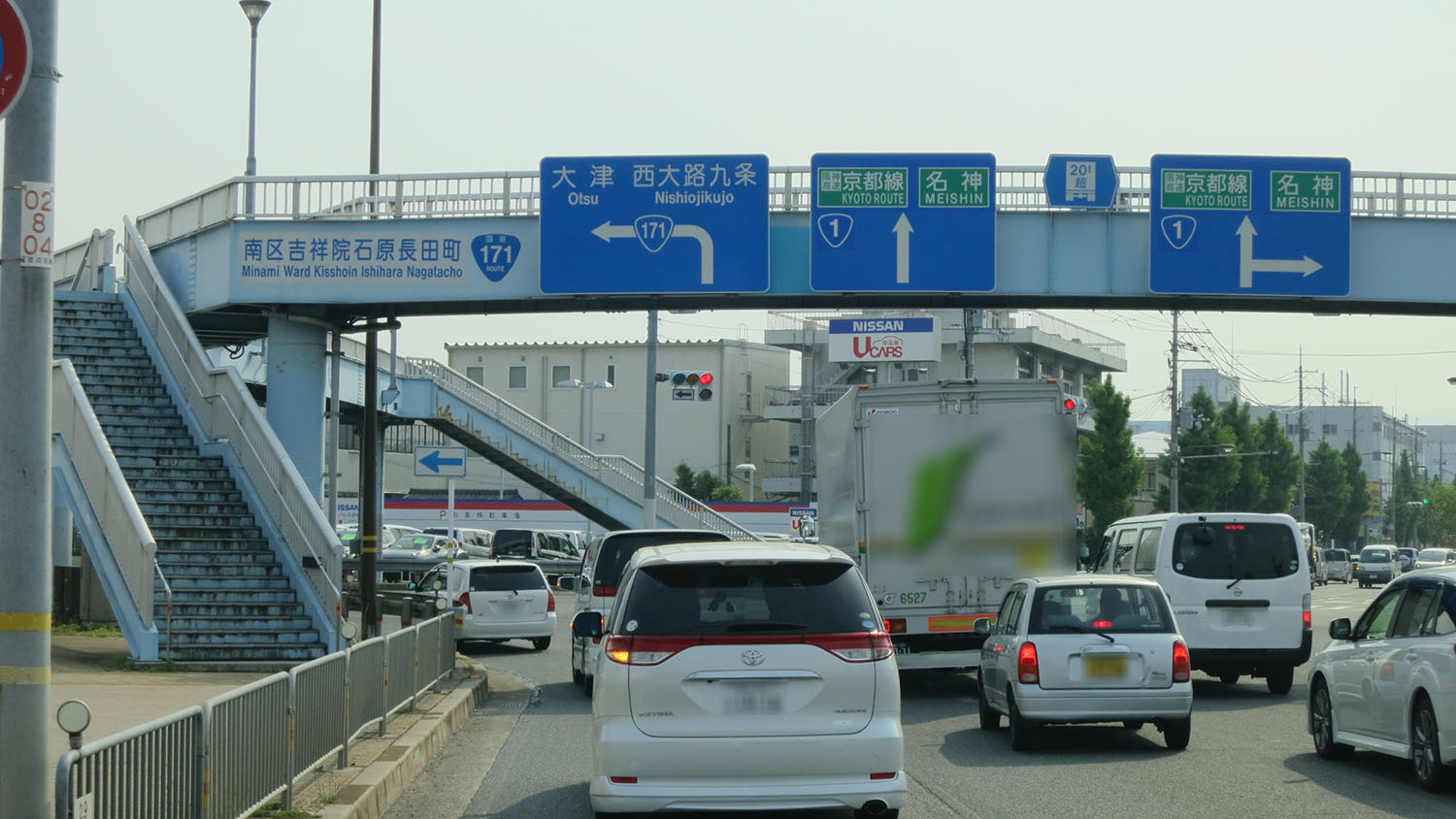
京都府京都市南区 吉祥院石原長田町
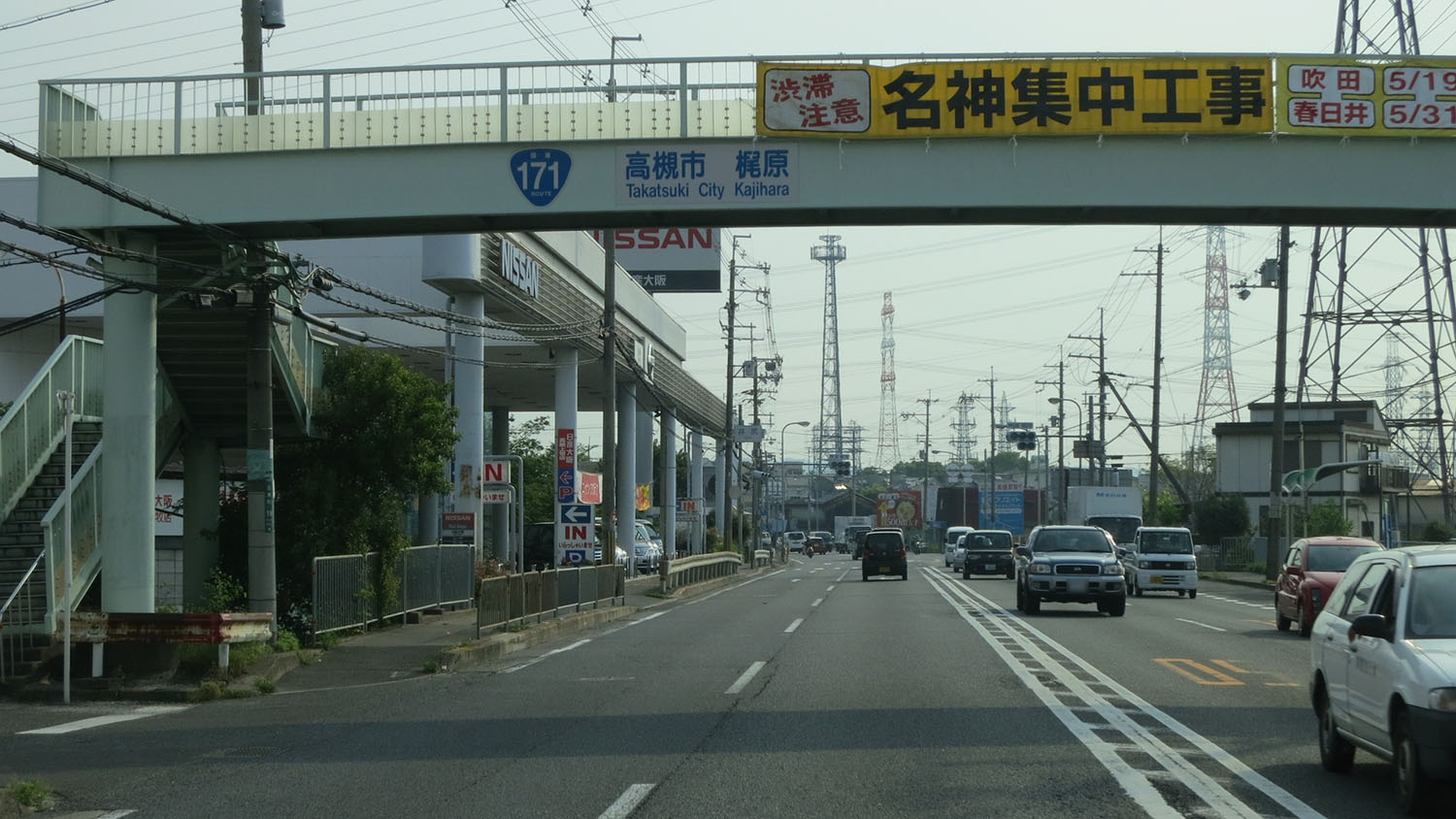
大阪府高槻市五領町
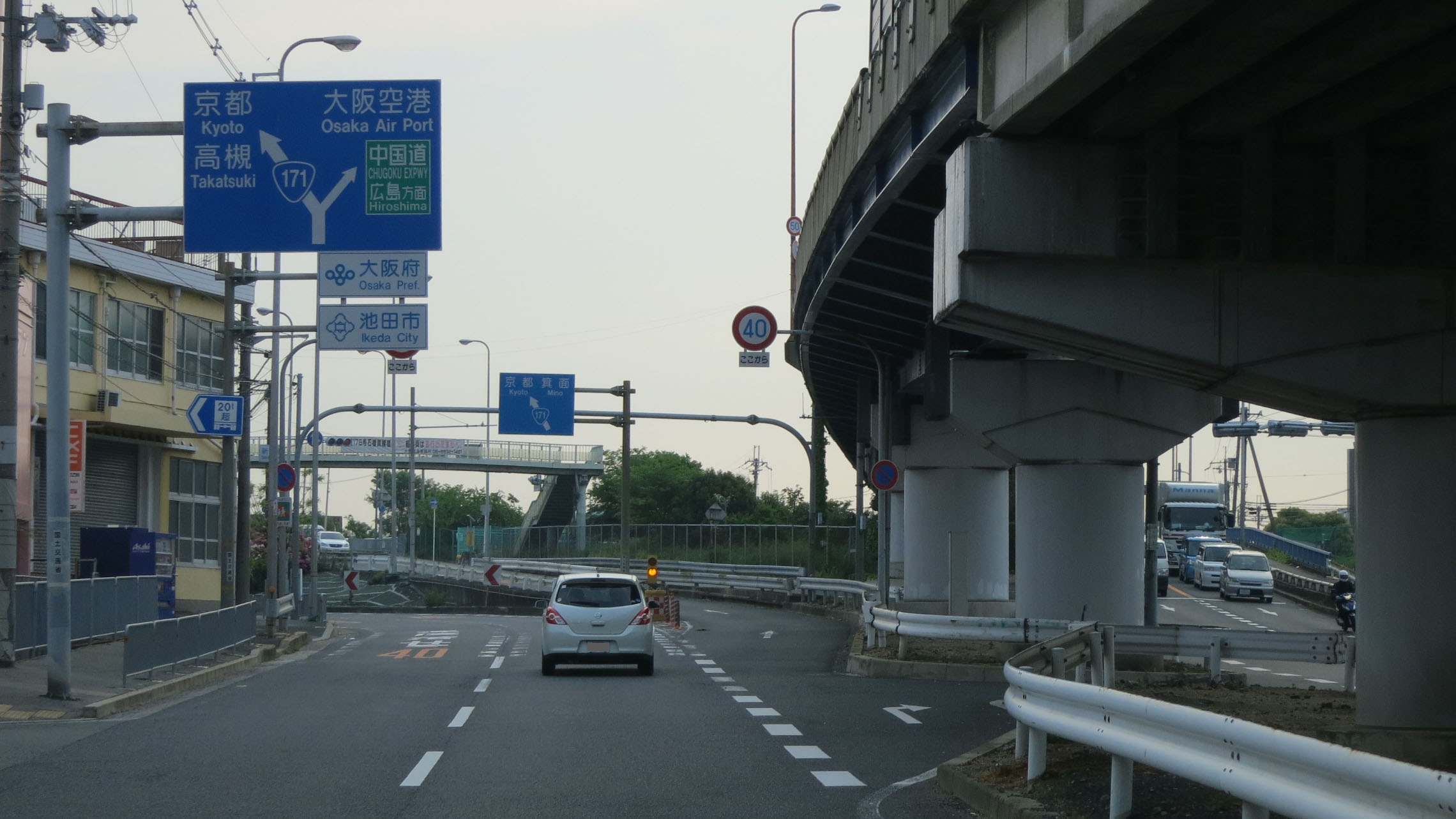
大阪府境 大阪府池田市豊島南
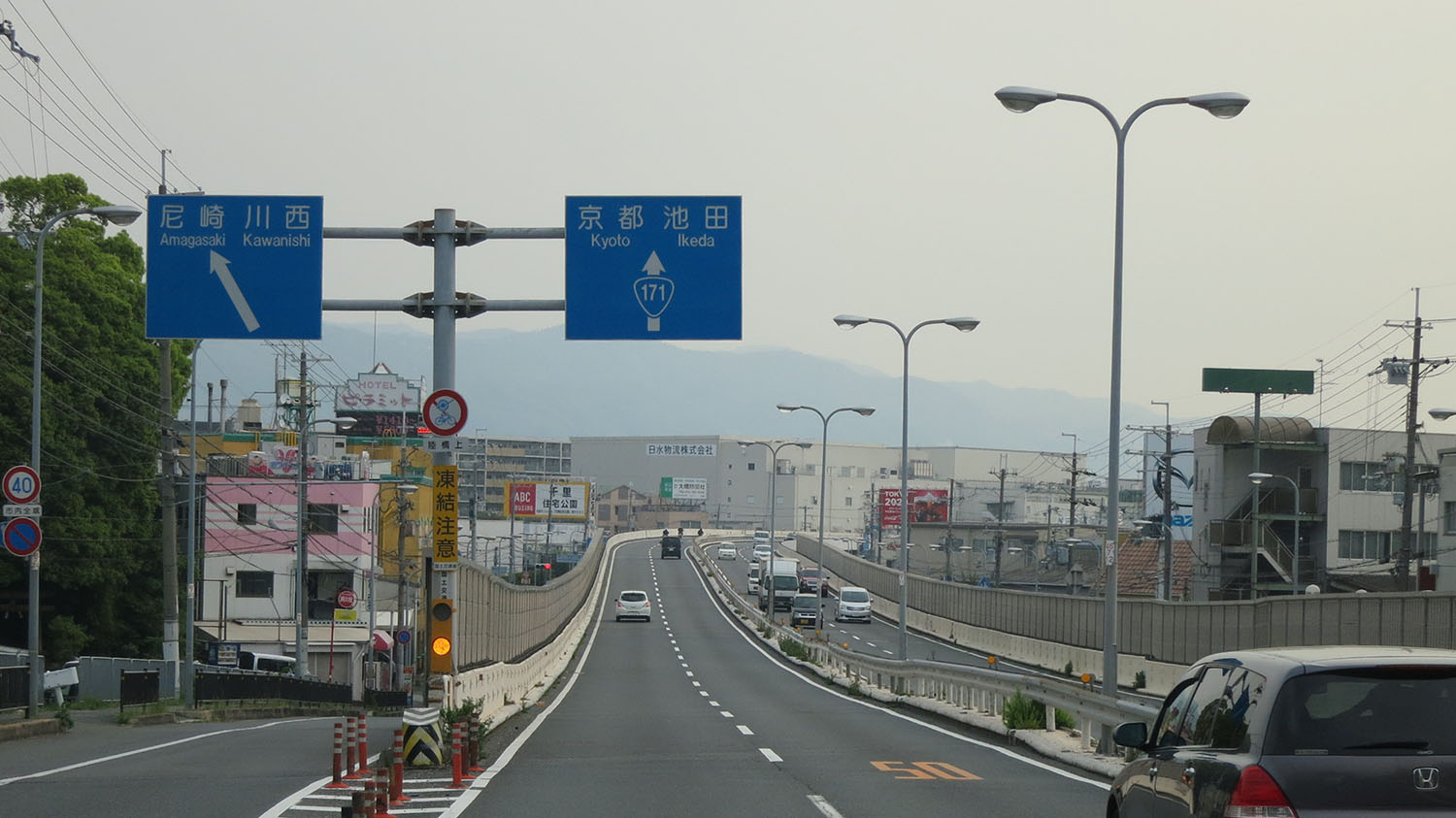
兵庫県伊丹市緑ケ丘
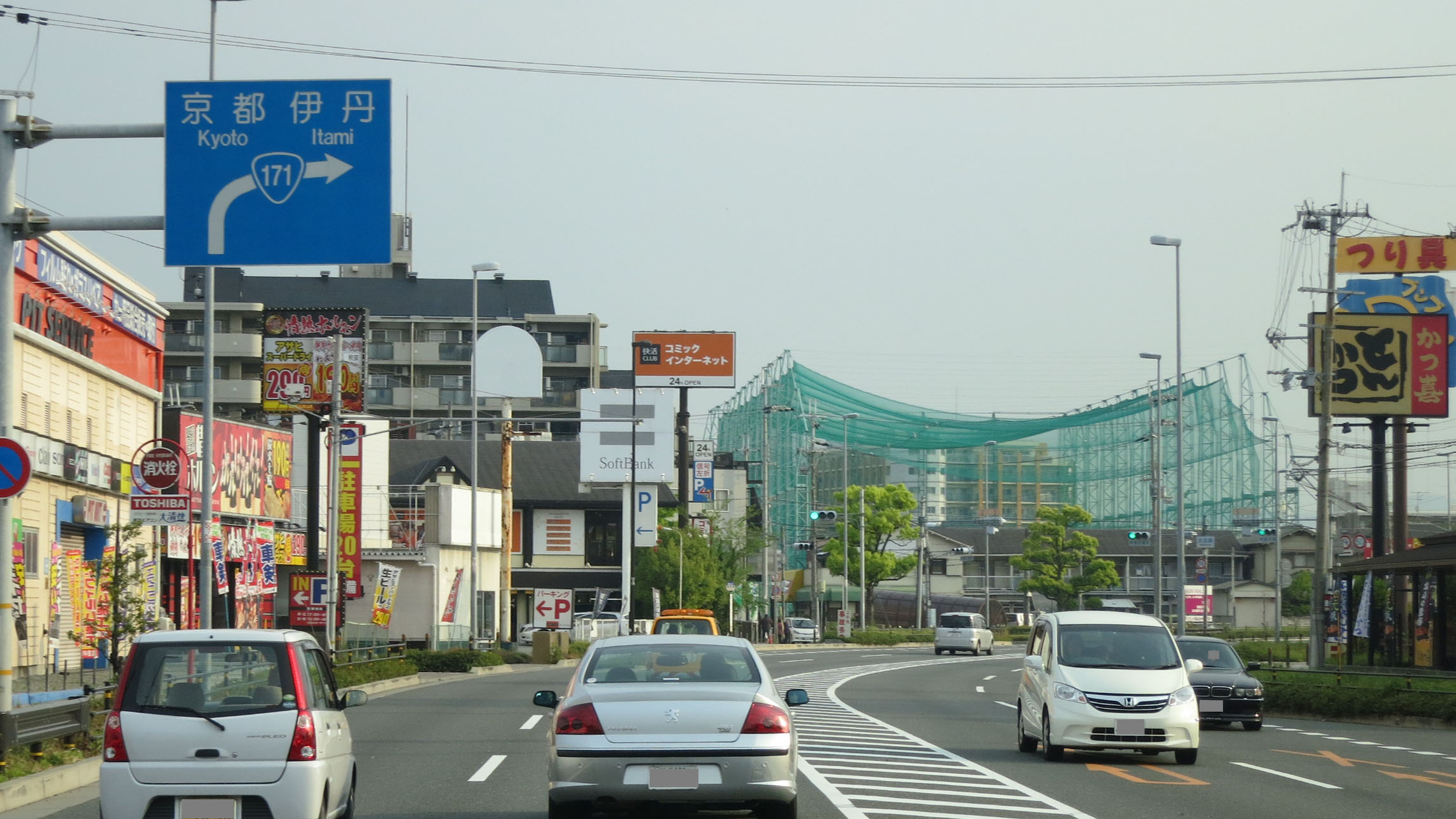
兵庫県尼崎市西昆陽
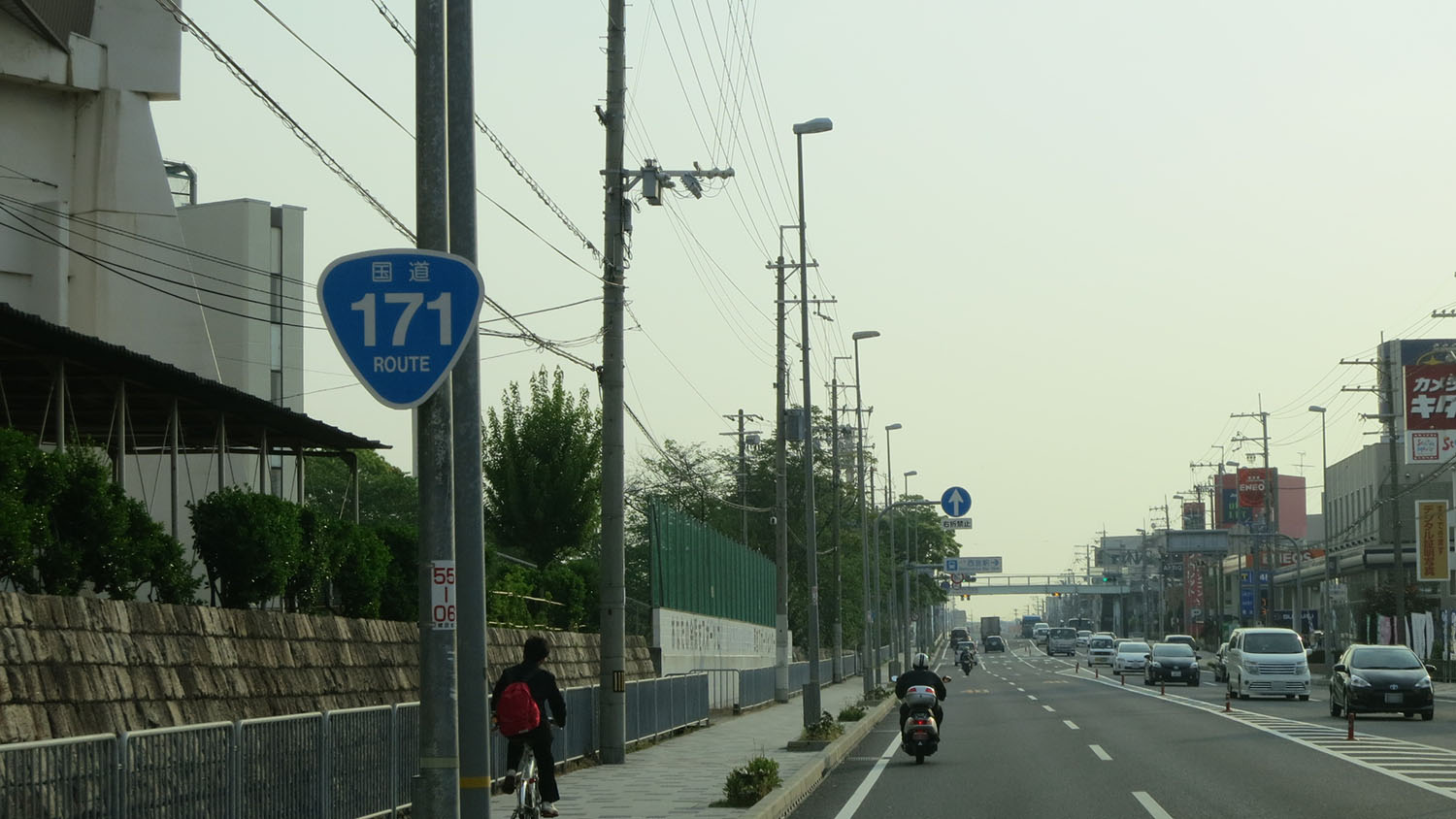
兵庫県西宮市河原町